# Acheronia pegasus
Acheronia pegasus är en kräftdjursart. Acheronia pegasus ingår i släktet Acheronia och familjen Lysianassidae. Inga underarter finns listade i Catalogue of Life.